# Chloris pilosa
Espèce
Synonymes
- Chloris breviseta Benth.[1]
- Chloris nigra Hack.[1]
- Chloris pilosa var. nigra (Hack.) Vanden Berghen[1]
- Chloris virgata var. breviseta (Benth.) Peter[1]

Choris pilosa est une espèce de plantes monocotylédones de la famille des Poaceae (graminées), sous-famille des Chloridoideae, originaire de l'Afrique tropicale.
Ce sont des plantes herbacées Plante annuelle, aux tiges (chaumes) géniculées ascendantes ou décombantes, pouvant atteindre 100 cm de long, aux inflorescences digitées composées de racèmes. C'est une plante rudérale et une mauvaise herbe des cultures dans certaines régions d'Afrique.

## Liste des variétés
Selon Tropicos (24 décembre 2017) :
- variété Chloris pilosa var. nigra (Hack.) Vanden Berghen